# Borgerligt alternativ (Svenska kyrkan)
Borgerligt alternativ (BorgA) er en   liberalkonservativ gruppe, der stiller op til valgene i Svenska kyrkan.
Borgerligt alternativ blev dannet i 2012, da partiet Moderaterne besluttede, at det ikke længere ville stille op til kirkevalgene. Borgerligt alternativ betragter sig som politisk uafhængig, men har stadig visse forbindelser til Moderaterne.
Ved valget til kirkemødet i 2013 fik Borgerligt alternativ 12,7 procent af stemmerne. 